# Benoît Corboz
Benoît Corboz (* 14. November 1962) ist ein Schweizer Fusionmusiker (Piano, Keyboard, Orgel, Komposition) und Tontechniker.

## Leben und Wirken
Corboz wuchs in einer musikalischen Familie auf. Sein Vater war der Chorleiter und Komponist Michel Corboz. Gleichwohl begann er erst im Alter von zwölf Jahren mit dem Klavierspiel, war Autodidakt und besuchte kein Konservatorium. Zwischen 1979 und 1982 studierte er an der Kunstabteilung des Collège Voltaire in Genf, deren künstlerischer Leiter damals sein Großcousin Philippe Corboz war.
Corboz war in den Bereichen Jazz, Varieté, Rock und klassische Musik tätig und arbeitete mit Maria Bethânia, Ray Anderson, Michel Corboz, Dee Dee Bridgewater, Alvin Slaughter, Françoise Hardy, Christophe, Sophie Hunger, The Young Gods und Rodolphe Burger. 2010 wurde er Mitglied des Quartetts von Erik Truffaz, für das er zuvor bereits als Tontechniker tätig war; mit ihm gastierte er auch beim Montreux Jazz Festival (2011) und beim Cully Jazz Festival (2016). Weiterhin trat er mit Truffaz im Duo auf.
Corboz hat zudem Instrumentalmusik, Filmmusik oder Erkennungsmelodien für Radio- und Fernsehsendungen geschrieben. Außerdem komponierte er mehrere klassische Stücke für Chor und Orchester, darunter Les tableaux de la révélation, Le cantique du Royaume und La cantate du millénaire.
Corboz lebt in Lausanne, wo er in seinem Tonstudio Studio du Flon tätig ist.